# Colegiata de Cangas de Morrazo
La antigua Colegiata de Cangas de Morrazo está ubicada en la ciudad de Cangas de Morrazo. La mayor parte de la construcción data del siglo XVI, aunque se cree que el primitivo templo se remonta al menos un siglo más atrás. Durante casi 500 años ha vivido modificaciones y aportaciones de cada época y estilo, sufrió modificaciones en 1585 y entre 1901-1921.

## Historia
Se desconoce la fecha exacta de la construcción anterior a la que hoy se conserva. La actual data de principios del siglo XVI. Fue elevada por el papa Paulo III, en 1545, al rango de Colegiata de Santiago de Cangas. La fachada, la parte más valorada del edificio, sin embargo, no se levantó hasta 1585, siendo proyectada por Jácome Férnandez. La torre distribuida en dos cuerpos es del siglo XVIII.

## Características
Se trata de un templo con planta de cruz latina de tres naves. El crucero de una sola nave muy ancha, posee unos brazos poco profundos. Carece de cimborrio y, en su lugar, se alza una azotea balaustrada y profusamente decorada. Abundan, también, los contrafuertes que sostienen las presiones de las bóvedas interiores.

### Exterior
En el perímetro de los tejados se encuentra la presencia de gárgolas labradas de forma realista.
En lo que a su fachada se refiere, es una de las mejores muestras de la arquitectura y escultura renacentistas de toda Galicia. La decoración escultórica del frontón de la fachada remite a temas bíblicos —como la Anunciación— y representa también varios ángeles. Existe, una figura de un obispo. Las esculturas están dañadas por la erosión y las inclemencias meteorológicas que ha borrado los principales rasgos de las esculturas.Sobre su única puerta de entrada tiene un gran rosetón y en ambos lados unos contrafuertes. En la parte derecha de la fachada se encuentra la torre edificada durante el siglo XVIII.

### Interior
El interior se encuentra dividido en tres naves de gran altura, divididas por sendas columnatas de orden jónico. La nave central se cierra con bóvedas de crucería sexpartitas. Mientras, las naves laterales se cubren con bóvedas de crucería cuatripartitas. Todas estas cubiertas tienden al apuntamiento gótico, pero sin llegar a exagerarlo. La decoración interna de los nervios también remite al gótico flamígero.
El crucero dispone de una sola nave, tan ancha como la nave central del tramo principal. Se cubre, como esta con bóvedas de crucería sexpartitas.
La Colegiata cuenta con una Capilla Mayor con un retablo barroco del año 1744 y otras capillas laterales con tallas de gran valor artístico, entre los pilares adosados, reflejo interno de los contrafuertes externos.
En talla, destaca la figura del Cristo del Consuelo ejecutada por Juan Pintos en 1796.
Inaugurado en 1924 dispone de un órgano de tubos, instalado en el coro, donado por D. José Félix Soage Villarino y construido en los talleres del organero Lope Alberdi en 1923. Dicho órgano consta de dos teclados y un pedalero con doce registros, de estilo romántico con un doble caja expresiva y que todavía funciona pero en condiciones precarias.